# Wilber Pan

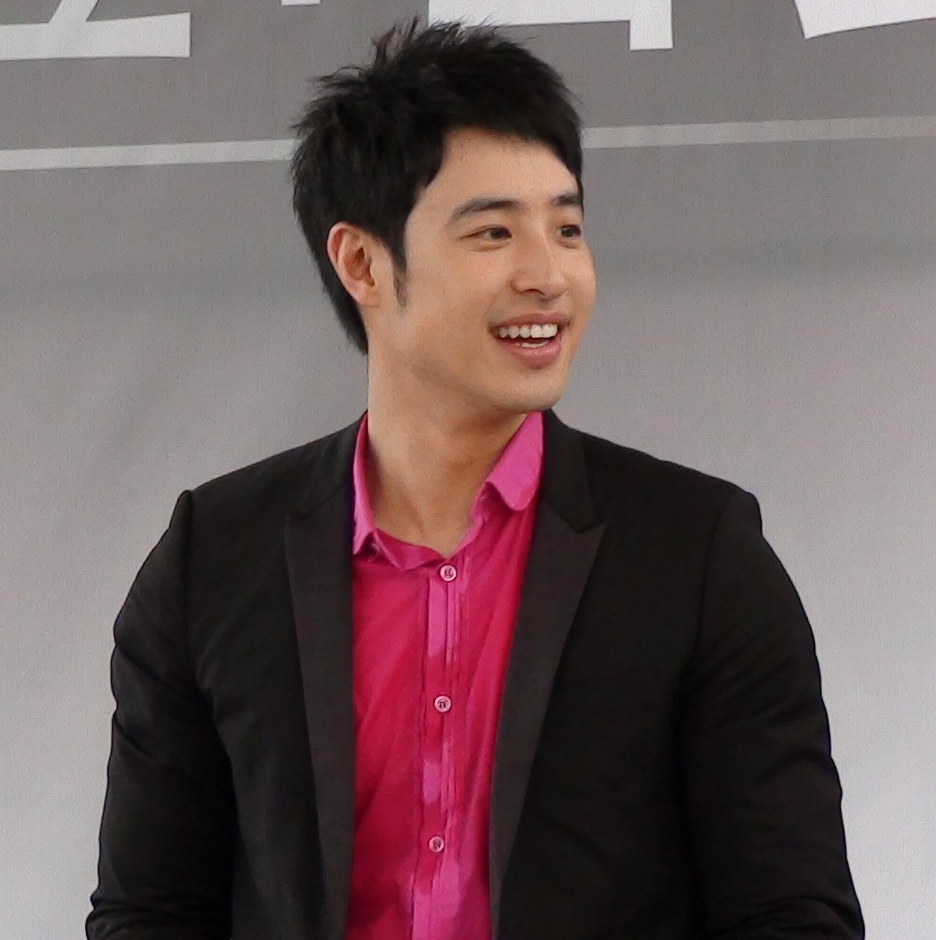
Wilber Pan

Wilber Pan (traditionell kinesiska: 潘瑋柏; förenklad kinesiska: 潘玮柏; pinyin: Pān Wěibó), född 1980 i West Virginia, är en populär taiwanesisk sångare, rappare, programledare och skådespelare. 

## Karriär
När Wilber Pan var sju år flyttade han från West Virginia till Taiwan, där han började i Taipei American School. På grund av hans multikulturella bakgrund talar han både flytande Engelska och Mandarin. 
Pan är först och främst känd för de covers han sjunger av koreanska låtar, vilket både har risats och rosats. Fansen av originalartisterna har anklagar honom för att bryta mot copyrightlagen och utnyttja låtskrivarna. Han har spelat in åtta album och hans mest kända låt är Have to Love, vilken är en cover på koreanska Freestyles hit Y.
Dramaserien Miss No Good hade premiär sommaren 2008. Pan spelade Tang Men, en stylist som ska göra en makeover på världens mest ofashionabla tjej vilken spelas av Rainie Yang. Skådespelarlistan kan också utökas med namnet Dean Fujioka. Pan' har spelat in två låtar till denna serie; Xia Ri Feng och Tong Yi Ge Yi Han, även om den sistnämnda inte hör till de officiella.

## Musik
Pan har som tidigare nämnts spelat in åtta album. Det senaste släpptes den 18 juli 2008, och innehöll två cd-skivor och en DVD.
- Gecko Stroll (2002)
- Pass Me The Mic / 我的麥克風 - September 19, 2003)
- Wu Ha (2004)
- Expert (2005)
- Freestyle Remix (2005)
- Around the World (2006)
- Play It Cool (2007)
- Will's Future (2008)

Pan har också fått äran att spela in några soundtracks till olika dramaserier.
- Wo Bu Pa (Secret Garden Original Television Soundtrack — 2003)
- How Are You (Love Train Original Television Soundtrack — 2003)
- Wo Dui Tian Kong Shuo (The Kid from Heaven Original Television Soundtrack — 2006)
- Xia Ri Feng (Miss No Good Original Television Soundtrack — 2008)